# Parque nacional Valdaysky
El Parque nacional Valdaysky (en ruso: Валдайский национальный парк) es un parque nacional situado en el norte de Rusia en los distritos administrativos (raión) de Valdaysky, Okulovsky y Demyansky del Óblast de Nóvgorod. Fue establecido el 17 de mayo de 1990. Desde 2004, el Parque nacional tiene la condición de Reserva de la Biosfera de la UNESCO. El parque nacional, incluye la ciudad de Valdái, Lago Valdayskoye, y la parte norte del lago Seliger, es uno de los destinos turísticos más populares en Rusia Central, y cuenta con una infraestructura turística bien desarrollada.

## Historia
El área del parque en la Edad Media pertenecía a la República de Nóvgorod. En particular, una de las versiones sitúa la Cruz de Ignach, un lugar mencionado en las crónicas donde los mongoles que avanzaban hacia Nóvgorod en 1238 dieron la vuelta, dentro de los límites del parque. (Se desconoce la ubicación exacta). La localidad de Valdái se mencionó por primera vez en una crónica en 1495. El crecimiento de Valdái se vio facilitado por la construcción de una carretera que conectaba Nóvgorod con Rusia Central y por la fundación del Monasterio Iversky de Valdai en 1653, que se convirtió en un importante centro cultural. Todas las tierras agrícolas ya estaban en uso a principios del siglo XX y el área se desarrolló aún más como región recreativa. En 1990 se inauguró el parque nacional.

## Topografía

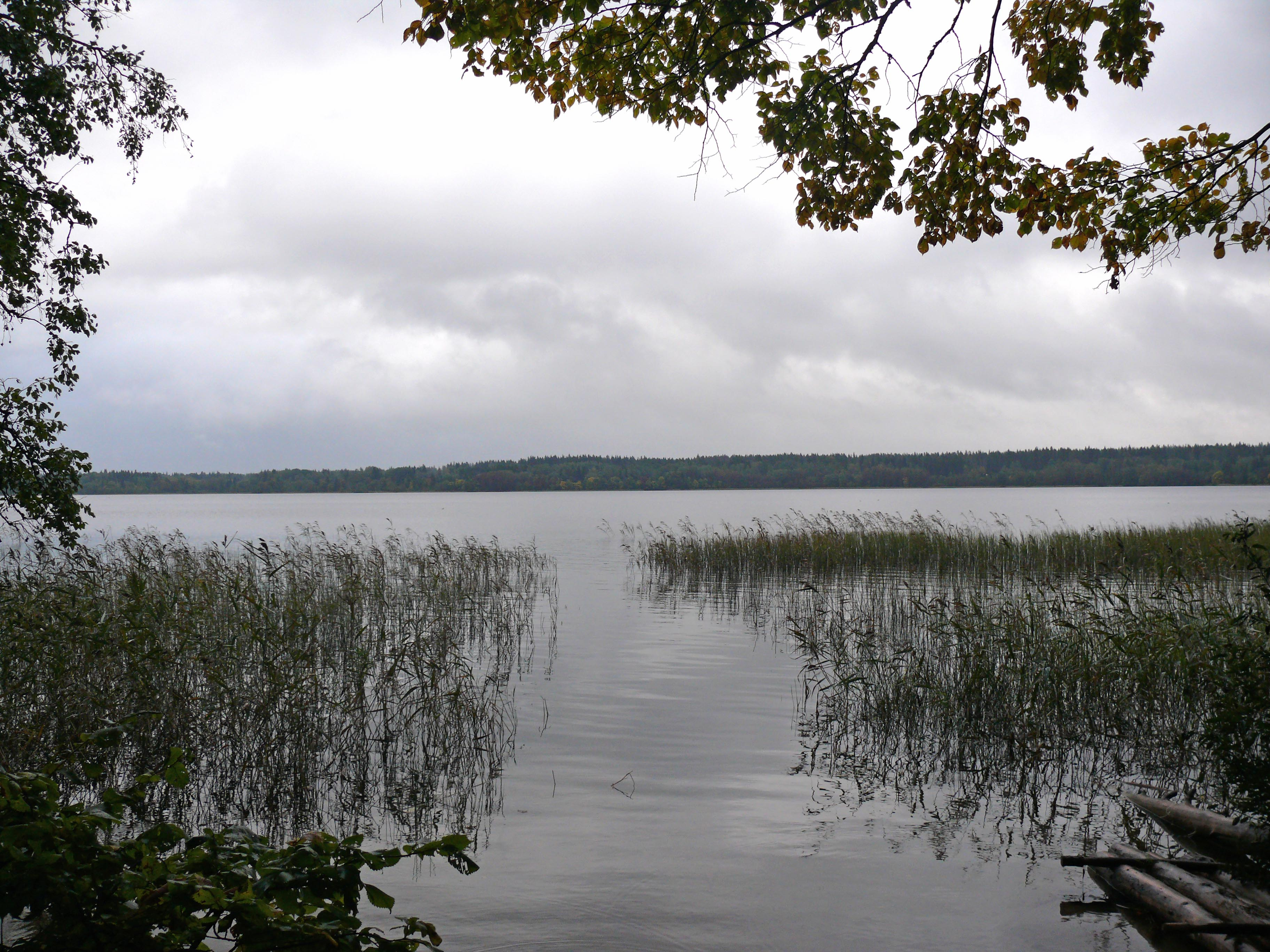
La parte oriental del lago Valdayskoye.

El parque está ubicado en el norte, la parte más alta de las colinas de Valdái El área del parque se divide entre tres raiones del óblast de Novgorod, con un 12 % ubicado en el raión de Okulovsky, un 62 % en el raión de Valdaysky y un 26 % en el raión de Demyansky. Los paisajes del parque se formaron durante la edad de hielo y son característicos de las formas del paisaje glacial. En particular, el parque contiene 76 lagos de varios orígenes. Los lagos más grandes son el lago Seliger (solo una pequeña parte se encuentra dentro de los límites del parque), el lago Valdayskoye, el lago Velyo, el lago Uzhin y el lago Borovno. El parque se encuentra en las cuencas de los ríos Pola, Msta y Volga. El río Valdayka, un afluente del río Berezayka, se origina en el lago Uzhin, y el río Polomet, un afluente del río Pola, también tiene su nacimiento dentro del parque.

## Flora y fauna
El parque ocupa un área de 1362 kilómetros cuadrados (525,9 mi²). El 85,9% del área total del parque, está ocupada por bosque. El agua (en su mayoría lagos) ocupa el 9,2% del área, los pantanos, el 2,9%. Las especies de árboles más comunes son el abedul (Betula pubescens, Betula pendula), el aliso (Alnus incana), el abeto (Picea abies) y el pino (Pinus sylvestris). Un tipo especial son los bosques de robles (Quercus robur) que representan alrededor del 0,1% del área boscosa total, estos bosques de robles se encuentran en el parque en su parte norte.
En el parque hay cincuenta especies de mamíferos, 180 especies de aves y unas 40 especies de peces. Entre las especies de maniferos más características y comunes que se pueden encontrar en el parque están: el zorro rojo (vulpes vulpes), el visón europeo (Mustela lutreola), la marta (Martes martes), el alce (Alces alces), el jabalí (Sus scrofa), el oso pardo (Ursus arctos), el lince europeo (Lynx lynx) y el lobo europeo (Canis lupus lupus).

## Ecoeducación y acceso
El parque comprende un área de importancia histórica, que incluye la ciudad de Valdái, el  Monasterio Iversky de Valdai y varias propiedades del siglo XIX. El área atrajo a artistas y autores desde el siglo XIX, y actualmente es uno de los destinos turísticos más populares de Rusia Central. El área del parque está suficientemente cubierta por caminos. Hay muchas instalaciones recreativas, la mayoría ubicadas en y alrededor del lago Valdayskoye y el lago Seliger.